# Stylapterus ericoides
Stylapterus ericoides är en tvåhjärtbladig växtart. Stylapterus ericoides ingår i släktet Stylapterus och familjen Penaeaceae.

## Underarter
Arten delas in i följande underarter:
- S. e. ericoides
- S. e. pallidus